# Kecskés József
Kecskés József (Medgyes, 1910. március 29. – Beszterce, 1997) magyar közgazdász, közgazdasági szakíró, gazdaságtörténész.

## Élete
Középiskoláit a nagyenyedi Bethlen Gábor Kollégiumban végezte (1929), a kolozsvári Kereskedelmi Akadémián szerzett diplomát (1933). A sepsiszentgyörgyi Székely Mikó Kollégiumban töltött felügyelői évek után a nagyenyedi kollégiumban óraadó tanár, igazgatói titkár (1936–41), majd tisztviselő az Erdélyrészi Hangya marosvásárhelyi központjánál (1942–44).
A második világháború után a kolozsvári Magyar Tankerületi Főigazgatóságon középiskolai szakfelügyelő (1945–47), majd főfelügyelő (1948). Közben 1946-ban a Bolyai Tudományegyetemen közgazdaság-tudományi doktorátust szerzett. 1949-től a Bolyai Tudományegyetem jog- és közgazdaság-tudományi karán tanszékvezető tanár, 1960-tól tudományos főkutató a Román Akadémia kolozsvári fiókjának közgazdasági osztályán, majd osztályvezető annak Számítási Intézetében nyugalomba vonulásáig (1975).

## Munkássága
Első írása az Enyedi Hírlapban jelent meg (1937). Közírói munkásságát az Ellenzék, Déli Hírlap, Erdélyi Gazda, Magyar Kisebbség és Havi Szemle hasábjain kezdte, 1950-től közgazdasági szakcikkeit közölte az Előre, Igazság, Megyei Tükör, Brassói Lapok. A Korunkban a tervgazdálkodás új kérdéseiről, népgazdasági feladatokról, gazdaságos beruházási politikáról, építőanyag-termelésről és az iroda gépesítéséről értekezett; A Hétben a vezetés és prognosztika, valamint a gazdasági struktúra és hatékonyság viszonylatait taglalta.
Nagyobb tanulmányai jelentek meg szakfolyóiratokban és gyűjteményes kötetekben, másokkal társszerkesztésben. Így Armand Negreával a kolozsvári helyi ipari és szövetkezeti termelés fejlődéséről (Probleme Economice, 1951/9), Kerekes Jenővel a munkaidő belső tartalékainak feltárási módszeréről (Probleme Economice, 1955/3) ír. Az Időszerű közgazdasági kérdések című kötet (Kolozsvár, 1955) két, Kerekes Jenővel közös tanulmányát közölte A helyi ipar fejlődése a Magyar Autonóm Tartományban s A munkanap fényképezés és önfényképezés cím alatt.
Román nyelvű gazdaságtörténeti tanulmányaiban Erdély árucserekérdésével foglalkozott a XIX. század második felének időszakára vonatkozóan (Kovács Józseffel), s George Bariț iparfejlesztési terveit elemezte Dumitru Ghișe és P. Teodor társszerzőkkel közösen (Anuarul Institutului de Istorie din Cluj 1960/III. és 1963/VI). Egy tanulmánya az erdélyi pénzrendszer fejlődését tárgyalta 1850-től 1921-ig a C. Kirițescu szerkesztésében megjelent Sistemul bănesc al leului și precursorii lui című munka II. kötetében (1967. 135–258.). Az Istoria Clujului című kötet számára megírta Kolozsvár iparának fejlődését 1918 és 1974 között (Kolozsvár, 1974. 385–92. és 450–71.; az ötéves tervek időszakára vonatkozó részt Lászlóffy Dezsővel).